# جیم کامینگز
جیم کامینگز (انگلیسی: Jim Cummings؛ زادهٔ ۳ نوامبر ۱۹۵۲) صداپیشه و خواننده اهل ایالات متحده آمریکا است. وی از سال ۱۹۸۴ میلادی تاکنون مشغول فعالیت بوده‌است.
از فیلم‌هایی که وی در آن نقش داشته‌است، می‌توان به شاهزاده خانم و قورباغه، ماجرای گوفی، وینی د پو، ماجرای فوق‌العاده گوفی، پسر ملوان و پینکی و برین اشاره کرد. کامینگز همچنین در سریال انیمیشنی گربه سگ، صداپیشه نقش گربه بود.